# الموسوعة العمانية
الموسوعة العمانية؛ هي مشروع ثقافي وطني تبنّته وزارة التراث والثقافة، وحسبما جاء في الموقع الرسمي للوزارة فهذا المشروع هدفه: «إصدار كتاب مرجعي شامل عن عمان، وما يتعلق بها إنسانا وطبيعة، ويتميز بأنه شمولي المحتوى، إذ ستضم الموسوعة كل الجوانب الإنسانية العمانية، كالمجتمع وخصائصه، والتاريخ والدين والاقتصاد و السياسة والفنون والآداب، وكذلك المداخل ذات الصلة بالطبيعة ومكوناتها، كالحيوانات والنباتات و الأرض ، والبحر وسماته، والطقس والمناخ والبيئات وغيرها من معالم الطبيعة». وقد استغرق إعداد هذه الموسوعة ثمان سنوات، ثم إنها دشّنت في الدورة التاسعة عشرة لمعرض مسقط الدولي الكتاب لعام 2014م،إذ صدرت هذه الموسوعة في أحد عشر مجلداً، وتضم مجلدات هذه الموسوعة أكثر من أربعة آلاف مدخلاً مرتبة ترتيباً ألفبائياً لتشمل تسعة مجالات متنوعة تضمنت الأرض العُمانية والأعلام العمانيين،والاقتصاد والتاريخ والكتابة وتاريخ عُمان القديم والثقافة والمجتمع والمؤسسات وأصناف النباتات والحيوانات، وزودت بخرائط وصور ورسوم طبيعية وتاريخية.

## مراحل المشروع

### المرحلة التحضيرية
بدأت منذ عام 2004 إلى نهاية 2005 وتم من خلالها مسح مداخل المشروع، حيث تم النظر في كتب متعددة تناولت الحياة في عمان، ككتب التراجم وكتب النباتات والحيوانات وغيرها، هذا بالإضافة إلى الاطلاع على تجارب الدول في إعداد الموسوعات العالمية وأخذ مشورة وآراء المتخصصين الذين اقترحوا بدورهم مداخل لهذه الموسوعة. 

### المرحلة التنفيذية
```
بدأت في عام 2006 وانتهت في 2013م، حيث كانت عملية الكتابة الفعلية للموسوعة، وقد قام بها مجموعة من المختصين والكتاب من داخل وخارج سلطنة عمان. 
```

### المرحلة الإخراجية
بدأت في عام 2009 وحتى 2012 . وبها قامت لجنة التحرير مراجعة ما ورد في الموسوعة والتأكد من صحته ومدى مصداقيته،ومن الأهمية بمكان الإشارة إلى أن التصميم بدأ في عام 2010م وانتهى عام2013م.
المصدر: الموقع الرسمي لوزارة التراث والثقافة 

## الموسوعة العمانية للناشئة
الموسوعة العمانية للناشئة، تعد أول مشروع ثقافي ينبثق من الموسوعة العمانية الأم، كأحد أهم المشاريع الثقافية التي أصدرتها وزارة الثقافة والرياضة والشباب لعام ٢٠٢٤، حيث أضاف إصدار الموسوعة إلى الساحة العلمية منجزا علميا مهما وفريدا يوثق كل ما يخص سلطنة عمان مرورا بتاريخها العريق وثقافتها المتميزة ومورثها الحضاري الأصيل.

### اختيار عناوين النصوص
تم اختيار مداخل الموسوعة العمانية للناشئة وفقا لمعايير علمية، لخصت نصوصهاوحدثت بياناتها وأعيدت صياغتها وبنيتها وبياناتها غير النصية بطريقة تتناسب والفئة العمرية المستهدفة.ومن أهم المعايير التي اختيرت بها هذه المداخل:
- الأهمية الوطنية والقيمة المعرفية.
- مناسبتها للفئة المستهدفة.
- معلومات ثرية متسمة بالحداثة والدقة العلمية.
- وضوحها وسهولتها وارتباطها بالواقع.

### توفير البيانات غير النصية للنصوص
توفير الصور والبيانات والرسومات والأنفوجرافات المناسبة للنصوص التي تضمنها الموسوعة العمانية للناشئة.

### التدقيق العلمي
تشكيل فريق أكاديمي متخصص،مهمته مراجعة النصوص وتحديث جميع البيانات العلمية الوارد في الموسوعة العمانية للناشئة.

### التدقيق اللغوي
تشكيل فريق أكاديمي متخصص،مهمته مراجعة النصوص من الناحية اللغوية.

### التدقيق العلمي النهائي
المراجعة النهائية للمعلومات العلميةالواردة في الموسوعة العمانية للناشئة.

### التدقيق اللغوي النهائي
المراجعةالنهائية للنصوص من الناحية اللغوية والتأكد من الصياغة الصحيحة للنصوص الواردة في الموسوعة العمانية للناشئة.

### التصميم والإخراج النهائي
تم تصميم الموسوعة العمانية للناشئة بما يتناسب مع الفئة العمرية المستهدفة، لذا استخدمت اللألوان والصور والرسومات التي تجذب هذه الفئة.

## وصلات خارجية
- الصفحة الرسمية للموسوعة العمانية  على فيسبوك.